# Corethrarcha rupifera
Corethrarcha rupifera är en fjärilsart som beskrevs av Edward Meyrick 1909. Corethrarcha rupifera ingår i släktet Corethrarcha och familjen vecklare. Inga underarter finns listade i Catalogue of Life.